# Volker Schubert
Volker Schubert (* 1952) ist ein deutscher Erziehungswissenschaftler und war bis 2018 Professor an der Universität Hildesheim.
Ab 1974 studierte Schubert Erziehungswissenschaft, Germanistik und Politik an der Philipps-Universität Marburg bis zum Diplom in Erziehungswissenschaft 1979 und der Staatsprüfung für das Lehramt an Gymnasien 1980. 1984 wurde er in Erziehungswissenschaft zum Dr. phil. promoviert mit dem Thema: Identität, individuelle Reproduktion und Bildung. 1985 bis 1990 arbeitete er als Lektor des Deutschen Akademischen Austauschdiensts (DAAD) an der staatlichen Universität Kumamoto in Japan. 1993 folgte die Habilitation mit der Arbeit Die Inszenierung der Harmonie. Erziehung und Gesellschaft in Japan. Seither lehrte er als Privatdozent am Fachbereich Erziehungswissenschaften in Marburg. 1993 bis 1995 vertrat er in Mainz die Pädagogik, insbes. Schulpädagogik. 1996 wurde er Wissenschaftlicher Mitarbeiter am Institut für Allgemeine Pädagogik der Universität Hildesheim und 2002 bis zum Ruhestand 2018 dort außerplanmäßiger Professor.
Seine Arbeitsschwerpunkte sind Vergleichende Erziehungswissenschaft, Allgemeine Pädagogik und Ästhetische Bildung. Seine Erfahrungen in Japan hat er in mehreren Analysen des japanischen Bildungssystem vertieft. Zur „Bildung in den ostasiatischen Staaten“ zeigt er (Adick 2013), dass die prägende Kluft zwischen Subsistenzwirtschaft und globaler Ökonomie auch im Bildungswesen besteht; während die meisten ostasiatischen Länder die Grundschulpflicht haben, wenn auch zeitlich unterschiedlich, ist bei den weiterführenden und Hochschulen ein schichtenbezogener starker Aufstiegswille erkennbar. Zur „Bildung in der Pazifikregion“ konzentriert er sich auf die Regionen Polynesien, Melanesien und Mikronesien. Während das Grundschulwesen oft eng mit den verschiedenen Glaubensgemeinschaften verbunden ist und von diesen gelenkt wird, gilt der Sekundarschulbereich meist als Möglichkeit zum sozialen und gesellschaftlichen Aufstieg.

## Schriften
- Der Pädagoge als Ingenieur. Erziehungswissenschaft bei Bernfeld, Makarenko und Dewey, 2019 ISBN 9783779960133
- Ostasien, Pazifik und Japan, in: Christel Adick (Hrsg.): Bildungsentwicklungen und Schulsysteme in Afrika, Asien, Lateinamerika und der Karibik, Münster u. a.: Waxmann 2013 ISBN 978-3830931904
- (mit Dorle Klika): Einführung in die Allgemeine Erziehungswissenschaft : Erziehung und Bildung in einer globalisierten Welt, Beltz, Weinheim 2013 ISBN 978-3-7799-2899-7
- (mit Cornelie Dietrich und Dominik Krinninger): Einführung in die ästhetische Bildung, Weinheim: Beltz Juventa, 2012 (2., durchgesehene Auflage 2013) ISBN 978-3779921806
- Pädagogik als vergleichende Kulturwissenschaft. Erziehung und Bildung in Japan, VS Verlag für Sozialwissenschaften, Wiesbaden 2005 ISBN 9783531148243
- Die Inszenierung der Harmonie : Erziehung und Gesellschaft in Japan, WB, Darmstadt 1992 ISBN 978-3-534-11991-2